# Natri methylparaben
Natri methylparaben (natri methyl p-hydroxybenzoat) là một hợp chất hữu cơ với công thức hóa học là Na(CH3(C6H4COO)O). Nó là muối natri của methylparaben. Nó là một phụ gia thực phẩm với số E E219 dùng làm chất bảo quản.